# Малигін Григорій Олексійович
Григорій Олексійович Малигін (24 червня 1970 — 21 вересня 2012) — російський актор, комік. Капітан команди КВК «Дети лейтенанта Шмидта (ДЛШ)».

## Біографія
Народився 24 червня 1970 року у Томську.
Закінчив Томський інженерно-будівельний інститут за спеціальністю інженер і Алтайський державний інститут культури і мистецтв (режисер культурно-масових заходів).
З 1996 по 2008 роки — художній керівник і капітан команди КВК «Діти лейтенанта Шмідта». У складі команди став володарем літнього кубка чемпіонів КВК 1999 і 2001 років Кубка КВК Президента України 2000 року, Кубка КВК Президента Казахстану 2001 року, Кубка трьох поколінь (Україна, 2001 р.) і лауреатом Всеросійського конкурсу «Кубок гумору». 2006 року разом з командою взяв участь у півфіналі Вищої Української ліги КВК разом з командами «ЧП» та «Уездный город».
З 2008 року Малигін очолював творче об'єднання «Діти лейтенанта Шмідта», в основному виступав сольно або дуетом на різних концертах, корпоративах.
На рахунку Григорія кілька ролей в телесеріалах, участь у скетчкомах, а також головна роль у художньому фільмі «День хом'ячка».
21 вересня 2012 року за даними ЗМІ загинув у власному домі в Москві при нез'ясованих обставинах.

## Фільмографія
- ФМ и ребята (2001)
- Писаки (2001)
- День хомячка (2003)
- Москва. Центральный округ-2 (2004)
- Моя прекрасна нянька (2004)
- Щасливі разом (2006)
- Дикий (2009)
- Масквичи (2010)
- Дураки-Дороги-Деньги (2011)
- Метод Лавровой (2012)